# Ашкенази, Марк Борисович
Марк Бори́сович Ашкена́зи (настоящее имя — Морду́х Сина́ев-Бор) (17 декабря 1887, Бобруйск, Бобруйский уезд, Минская губерния, Российская империя — 27 апреля 1981, Горький, РСФСР, СССР) — советский журналист. Заведующий отделом, врио ответственного редактора газеты «Нижегородская коммуна» (1925—1929). Ответственный редактор газеты «Марийская деревня» / «Марийская правда» (1929—1931) и газеты «Горьковский рабочий» (1934—1938). Член ВКП(б) с 1925 года.

## Биография
Родился 17 декабря 1887 года в городе Бобруйск ныне Могилёвской области Белоруссии в семье резчика по камню. 
Получил среднее образование.
Рано начал трудовую деятельность. Принимал участие в революционной деятельности, за что находился под негласным надзором полиции.
В 1915 году с волной беженцев Первой мировой войны оказался в Нижнем Новгороде. С 1915—1919 годах — резчик по камню в Н. Новгороде. 
В 1918—1922 годах участвовал в работе еврейской партии «Поалей-Цион». В 1925 году вступил в ВКП(б), был близок троцкистам.
Журналист в губернском отделении РОСТа, в газете «Кооперативное дело», с 1925 года — заведующий отделами хроники, рабочей жизни, врио ответственного редактора газеты «Нижегородская коммуна».
В декабре 1929 года направлен в г. Йошкар-Олу Марийской автономной области: ответственный редактор газеты «Марийская деревня». Под его началом издание реорганизовано: с 25 января 1931 года получило название «Марийская правда» и стадо ежедневным, а также, по собственной оценке М. Б. Ашкенази, изменило «своё лицо в соответствии со своеобразными национальными условиями автономной области». 16 октября 1931 года отозван из МАО.
В 1931—1934 годах — сотрудник Нижегородской краевой газеты, в 1934—1938 годах — основатель и ответственный редактор газеты «Горьковский рабочий».
В 1938 году отстранён от работы, исключён из ВКП(б), 28 мая арестован и обвинён «в терроризме и организационной контрреволюционной деятельности». Находился в заключении. 11 мая 1940 года Военным трибуналом Московского военного округа оправдан, освобождён, восстановлен на работе в газете «Горьковский рабочий». В 1957 году восстановлен в КПСС. 
После освобождения работал гравёром по камню в тресте похоронного обслуживания в г. Горький.
Скончался 27 апреля 1981 года в Н. Новгороде. Похоронен на кладбище «Марьина Роща» Н. Новгорода (квадрат 6, ряд 8, ограда/участок 524). 

## Журналистская деятельность
С 1910 года начал публиковать острые, социально направленные фельетоны в периодических изданиях демократического толка Бобруйска («Бобруйский еженедельник») и Одессы («Жизнь»). 
Известен как автор документальной хроники «Мои показания», многочисленных очерков и воспоминаний. В 1962 году редакцией журнала «Новый мир» была отклонена рукопись его воспоминаний. В 1991 году в Н. Новгороде в свет вышла книга его воспоминаний «И было в те дни». 

## Семья
Был женат, двое сыновей — Моисей (умер от ран в 1941 году на фронте) и Израиль (1917—2001), советский и российский живописец, член Союза художников СССР, участник Великой Отечественной войны, гвардии майор. 